# Chalid Bakdasch

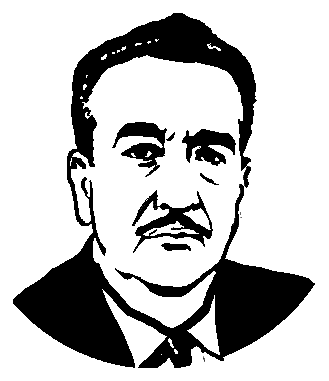
Chalid Bakdasch

Chalid Bakdasch (auch Khalid Bagdash oder Khaled Bekdache, arabisch خالد بكداش, DMG Ḫālid Bakdāš; * 1912 in Damaskus, Osmanisches Reich; † 15. Juli 1995 ebenda) war von 1936 bis zu seinem Tod der Vorsitzende der Kommunistischen Partei in Syrien.
1954 war Bakdasch das erste Mitglied einer kommunistischen Partei, der in ein arabisches Parlament gewählt wurde. Seither wurde er „Dekan des arabischen Kommunismus“ genannt. Er war kurdischer Herkunft und sunnitisch-muslimischen Glaubens. Er ist der Autor der ersten Übersetzung des Manifestes der Kommunistischen Partei ins Arabische.

## Politik
Bakdasch wurde bereits 1936 Vorsitzender der Syrisch-Libanesischen Kommunistischen Partei, was er bis zu deren Spaltung in die syrische und die libanesische Partei 1944 blieb. Ab dann wurde er Vorsitzender der Syrischen Kommunistischen Partei und war mit der Zeit Repressionen von verschiedenen Ausmaßen ausgesetzt. 1972 jedoch, als Präsident Hafiz al-Assad ein Mehrparteiensystem einführen wollte, wurde Bakdasch in die Nationale Fortschrittsfront aufgenommen, einer Koalition von regierungstreuen Parteien unter der Schirmherrschaft der Baath-Partei. Im Jahre 1986 spaltete sich eine Faktion unter Yusuf Faisal ab, die die Idee der Perestroika in der Sowjetunion unterstützte, was von Bakdasch selbst abgelehnt wurde. Viele Intellektuelle verließen daraufhin die Partei. Besonders die starke kurdische Basis jedoch hielt zu Bakdasch und bildete die Bakdasch-Fraktion.